# Phthiracarus globifer
Phthiracarus globifer är en kvalsterart som beskrevs av Hammer 1962. Phthiracarus globifer ingår i släktet Phthiracarus och familjen Phthiracaridae. Inga underarter finns listade i Catalogue of Life.